# Mona (Porto Rico)
Mona (in spagnolo Isla de Mona) è un'isola dell'arcipelago di Porto Rico, situata in quella fascia di mare compresa tra la Repubblica Dominicana e Porto Rico, chiamata, per l'appunto, canale della Mona. Dista 80 km dalla costa occidentale portoricana e la sua superficie si estende per 40 km². Assieme all'isola Monito, 5 km a nord-ovest, e all'isola Desecheo, 40 km a nord-est, rappresenta una circoscrizione del comune di Mayagüez. La superficie totale delle tre isole è di circa 57 km² e rappresenta il 28,3% dell'intera area comunale.
Mona si estende su un altopiano composto da rocce dolomitiche e calcaree e caratterizzato dalla presenza di numerose grotte.
Con un clima arido e una natura quasi incontaminata l'isola è abitata da numerose specie endemiche, tra cui l'iguana terrestre di Mona. In passato sull'isola sorgeva un piccolo centro minerario per l'estrazione di guano. La topografia, l'ecologia e la storia moderna di Mona hanno caratteristiche simili a quelle di Navassa, una piccola isola calcarea situata nel Canale di Giamaica, tra la Giamaica e Haiti.

## Storia
È molto probabile che i primi esseri umani a stanziarsi sull'isola siano stati gli indiani Arawak provenienti da Hispaniola (l'attuale isola che comprende Haiti e la Repubblica Dominicana). Uno scavo archeologico condotto negli anni ottanta ha praticamente confermato questa teoria, portando alla luce numerosi manufatti risalenti all'epoca pre-colombiana e riconducibili, per l'appunto, alla cultura Arawak.

## Curiosità
Sarebbe l'isola preferita dello youtuber StockDroid.